# Atlético Club Las Palmas
El Atlético Club Las Palmas fue un club de Las Palmas de Gran Canaria, Canarias, fundado en 1911 con el nombre de Club Deportivo Santa Catalina. Fue en 1926 cuando cambió su nombre dando lugar al Atlético Club. Fueron conocidos como los "leones del puerto" debido a su coraje en los partidos. Su uniforme se basó en el del Club Atlético de Madrid. En 1924, aun bajo el nombre de C.D. Santa Catalina, ganó el campeonato insular.
Su actividad principal hasta 1949 fue la práctica del fútbol. Participó en numerosos torneos antes de su desaparición.
El Atlético Club fue de los primeros clubes en unirse al acuerdo inicial entre el Gran Canaria y el Arenas Club, que daría lugar a la creación de la Unión Deportiva Las Palmas. También fue de los primeros clubes en ceder sus trofeos.